# Agénor de Gasparin

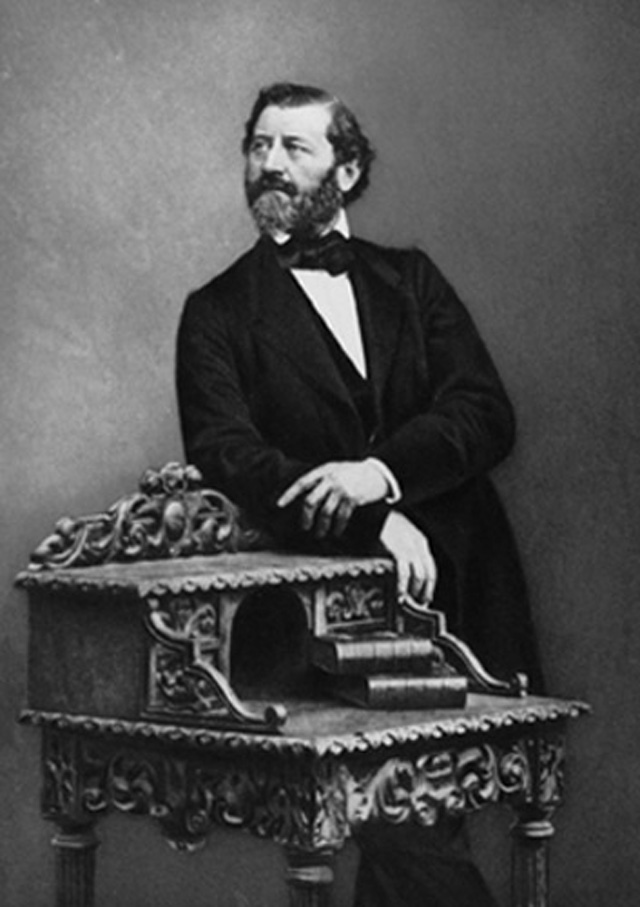
Agénor de Gasparin.

Agénor Étienne de Gasparin, född den 12 juli 1810 i Orange, död den 8 maj 1871 i Genève, var en fransk greve och skriftställare, gift med Valérie de Gasparin. 
Gasparin blev 1836 expeditionschef i inrikesministeriet och var 1842-46 medlem av deputeradekammaren. Han ivrade för de svartas emancipation och sökte, själv ivrig protestant, av alla krafter främja en fri utövning av den protestantiska kulten, verkade för kyrkans skiljande från staten och bidrog till bildandet av L'union des églises évangéliques de France. Bland hans arbeten märks Intérêts généraux du protestantisme français (1843), Christianisme et paganisme (1846; "Christendom och hedendom et cetera", 1857), Le bonheur (1859; 6:e upplagan), Les États-unis en 1861 (1861; 2:a upplagan 1862), La famille, ses devoirs, ses joies et ses douleurs (3 upplagor 1865; "Familjen, dess plikter, fröjder och sorger", 1872-74), La liberté morale (1868), La France, nos jautes, nos périls, notre avenir (1872; ny upplaga 1881), vari han försökte bidra till franska folkets självuppfostran efter krigsolyckorna.